# Games for Windows

Il logo del brand

Games for Windows era un marchio di proprietà di Microsoft, introdotto nel 2006 in concomitanza con il rilascio del sistema operativo Windows Vista. 
Il brand rappresentava un programma di certificazione tecnica standardizzato e un servizio online per i giochi Windows, apportando una misura di regolamentazione al mercato dei giochi per PC più o meno allo stesso modo in cui i produttori di console regolano le loro piattaforme. Il programma di branding era aperto a editori sia proprietari che di terze parti.
Nel 2005 Games for Windows venne promosso attraverso chioschi di convegni e altri forum. La spinta promozionale culminò in un accordo con Ziff Davis Media per rinominare la rivista Computer Gaming World in Games for Windows: The Official Magazine: il primo numero fu pubblicato nel novembre 2006. Nel 2008, Ziff Davis annunciò che la rivista avrebbe smesso di essere pubblicata, sebbene i contenuti online fossero ancora aggiornati e mantenuti.
Nel 2013, Microsoft ha annunciato che Xbox/PC Marketplace avrebbe cessato le attività, il che avrebbe comportato l'interruzione del brand Games for Windows. Nonostante questo annuncio, la società ha dichiarato che i contenuti precedentemente acquistati potevano ancora essere accessibili tramite il software client Games for Windows - Live.

## Certificazione
I giochi certificati da Microsoft presentano un prominente bordo del logo "Games for Windows" nella parte superiore della confezione, in modo simile ai giochi sviluppati per Xbox 360. Il software deve soddisfare determinati requisiti richiesti da Microsoft per poter visualizzare il marchio sulla confezione. Questi requisiti includono:
- Un'opzione "installazione semplice" che installa il titolo su un PC con il minor numero di passaggi e clic del mouse
- Compatibilità con le periferiche della Xbox 360
- Un marchio "Solo su Xbox 360 e Windows Vista" o "Solo su Windows Vista" per la confezione del gioco
- Compatibilità con il Games Explorer
- Compatibilità con processori x64 con corretta installazione ed esecuzione su versioni a 64 bit di Windows Vista e Windows 7; i giochi stessi possono essere a 32 bit
- Supporto per risoluzioni normali e widescreen, come proporzioni 4:3 (800 x 600, 1024 x 768), proporzioni 16:9 (1280 x 720, 1920 x 1080) e proporzioni 16:10 (1280 x 800, 1440 x 900, 1680 x 1050, 1920 x 1200)
- Supporto per il controllo genitori e le funzioni di sicurezza della famiglia
- Supporto per l'avvio da Windows Media Center

Microsoft ha affermato di aver aumentato le sue vendite di giochi per giochi con marchio Windows nei negozi che avevano dato maggiore attenzione ai giochi e ha dichiarato di aver pianificato di aumentare gli sforzi di marketing per il brand.